# Quảng Trị
Quảng Trị ist eine Provinz im zentralen Vietnam (Bắc Trung Bộ), 600 km südlich von Ha Noi. Die Provinzhauptstadt ist Đông Hà. Das Gebiet umfasst eine Fläche von rund 4.750 km² mit einer Bevölkerung von etwa 623.500 (2016). 
Quang Tri grenzt an Huế.

## Bedeutung im Vietnamkrieg
Quang Tri lag am Teilungspunkt Vietnams während des Vietnamkrieges. Während dieses Krieges war die Region ein ausgiebiges Schlachtfeld (besonders in Straße 9 und in Khe Sanh).
Siehe auch: Belagerung von Khe Sanh

## Administrative Gliederung
Die Provinz besteht aus acht Kreisen und zwei kreisfreien Städten
Städte:
1. Đông Hà
2. Quảng Trị

Kreise:
1. Cam Lộ
2. Cồn Cỏ
3. Đa Krông
4. Gio Linh
5. Hải Lăng
6. Hướng Hóa
7. Triệu Phong
8. Vĩnh Linh (mit der Hien-Luong-Brücke an der ehemaligen Demarkationslinie.)